# Ierky
Ierky (ukrainien : Єрки, russe : Ерки) est une commune urbaine de l'oblast de Tcherkassy, en Ukraine. Elle compte 3 893 habitants en 2021.